# San Jose (Camarines Sur)
San Jose is een gemeente in de Filipijnse provincie Camarines Sur op het eiland Luzon. Bij de laatste census in 2007 had de gemeente bijna 36 duizend inwoners.

## Geografie

### Bestuurlijke indeling
San Jose is onderverdeeld in de volgende 29 barangays:
| - Adiangao - Bagacay - Bahay - Boclod - Calalahan - Calawit - Camagong - Catalotoan - Danlog - Del Carmen - Dolo - Kinalansan - Mampirao - Manzana - Minoro | - Palale - Ponglon - Pugay - Sabang - Salogon - San Antonio - San Juan - San Vicente - Santa Cruz - Soledad - Tagas - Tambangan - Telegrafo - Tominawog |

## Demografie
San Jose had bij de census van 2007 een inwoneraantal van 35.768 mensen. Dit zijn 3.256 mensen (10,0%) meer dan bij de vorige census van 2000. De gemiddelde jaarlijkse groei komt daarmee uit op 1,33%, hetgeen lager is dan het landelijk jaarlijks gemiddelde over deze periode (2,04%). Vergeleken met de census van 1995 is het aantal mensen met 4.406 (14,0%) toegenomen.

De bevolkingsdichtheid van San Jose was ten tijde van de laatste census, met 35.768 inwoners op 43,07 km², 830,5 mensen per km².